# Савченко, Сергей Романович
Серге́й Рома́нович Са́вченко (18 июня 1904, Скадовск — 1966, Москва) — сотрудник советских спецслужб, комиссар госбезопасности 3-го ранга (1944), генерал-лейтенант (1945).

## Биография
Родился 18 июня 1904 года в Скадовске Днепровского уезда Таврической губернии Российской империи.
В 1917 г. окончил 4-классное земское училище, а в 1920 г. — 4 класса Скадовской гимназии. С ноября 1920 г. работал переписчиком, ночным сторожем, конторщиком и приёмщиком зерна в отделе продовольственного снабжения 6-й армии.

### 1920-е
Осенью 1921 г. С. Р. Савченко поступает на службу в органы ВЧК, с ноября 1921 г. он — оперработник ОО Николаевской губЧК. В следующем году переходит в органы охраны государственной границы, в которых он проработал 17 лет. С 11 ноября 1922 г. — оперативный сводчик, регистратор и делопроизводитель ОО по охране границы Чёрного и Азовского морей Николаевской губЧК. С апреля 1923 г. — контролер, затем старший контролер Скадовского погранпункта, с октября 1923 г. — помощник уполномоченного Скадовского погранпоста ГПУ. С апреля 1924 г. — помощник уполномоченного комендатуры 26-го погранотряда ОГПУ в г. Очакове.
С октября 1924 г. С. Р. Савченко — курсант ВПШ ОГПУ в Москве. В сентябре 1925 г. назначен уполномоченным комендатуры 25-го погранотряда ОГПУ в Тирасполе. С декабря 1925 г. — помощник коменданта по СОЧ 21-го погранотряда в Ямполе. С февраля 1929 г. — помощник коменданта по СОЧ комендатуры № 1.

### 1930-е
С октября 1930 г. помощник коменданта по СОЧ комендатуры № 2 22-го погранотряда в г. Волочиске. В марте 1930 г. вступает в ВКП(б).
В сентябре 1931 г. поступает на курсы усовершенствования ВПШ ОГПУ, после окончания которых в апреле 1932 г. его направляют преподавателем спецкурса 3-й пограншколы ОГПУ в Москве. С июня 1933 г. он — помощник инспектора оперативного отдела УПО и войск ГПУ УССР (с 10 июля 1934 г. — УПВО НКВД УССР). С августа 1936 г. — начальник отделения оперативного отдела УПВО НКВД УССР. С августа 1937 г. — начальник штаба 2-го погранотряда в Рыбнице, с июля 1938 г. — начальник 24-го погранотряда в Олевске. С 20 мая 1939 г. — начальник 5-го отдела и заместитель начальника Управления погранвойск НКВД УССР.
С 6 ноября по 4 декабря 1939 г. — начальник УНКВД по Станиславской области. Был избран депутатом Народного Собрания Западной Украины от города Станислав. Позже возвращается на прежнюю должность в Управление погранвойск НКВД УССР.

### 1940-е
С 3 октября 1940 г. — врид начальника 5-го отдела (разведка) УГБ НКВД УССР. С 1 апреля 1941 г, — заместитель наркома госбезопасности УССР и начальник 1-го (разведывательного) управления НКГБ УССР. С 12 августа 1941 г. по 30 апреля 1943 г. — заместитель наркома внутренних дел УССР, при этом с середины сентября 1941 г. до начала января 1942 г. фактически возглавлял НКВД Украины (поскольку в это время нарком В. Т. Сергиенко, попав в окружение под Киевом, проявил растерянность и трусость, заявив подчинённым: «Я вам теперь не нарком, и делайте, что хотите», после чего полтора месяца проживал в оккупированном Харькове, а затем вышел в расположение советских войск). С 7 мая 1943 г. С. Р. Савченко — нарком (с марта 1946 г. — министр) госбезопасности Украины.
В 1946 г. лично занимался организацией и проведением во Львове т. н. Объединитального собора УГКЦ с РПЦ. По воспоминаниям генерала Павла Судоплатова, первый секретарь ЦК КП(б) Украины Н. С. Хрущёв и Савченко в 1947 г. обратились к Сталину и министру госбезопасности СССР Абакумову с просьбой дать санкцию на убийство епископа Русинской грекокатолической церкви Теодора Ромжи, обвинив его в сотрудничестве с подпольным украинским национальным движением и «тайными эмиссарами Ватикана». В результате Ромжа был убит.
В августе 1949 г. С. Р. Савченко переходит на руководящую работу в разведку. С 24 августа 1949 г. он — 1-й заместитель председателя КИ при МИДе СССР.

### 1950-е
С 2 ноября 1951 г. — заместитель министра госбезопасности, начальник ПГУ и член Коллегии МГБ СССР. С 17 марта 1953 г. — 1-й заместитель начальника ВГУ, а с 21 мая 1953 г. — начальник 7-го отдела и заместитель начальника ВГУ МВД СССР.
28 сентября 1953 г. снят с должности и направлен в распоряжение Управления кадров МВД СССР. С 19 декабря 1953 г. по 4 ноября 1954 г. — начальник ОО МВД — КГБ Управления строительных войск при Строительстве № 565 Московского района ПВО. С ноября 1954 г. в распоряжении УК КГБ при СМ СССР. Приказом КГБ от 12 февраля 1955 г. уволен в запас по служебному несоответствию.

## Награды
- 2 ордена Ленина (1944, 23.01.1948; 25.07.1949)
- 4 ордена Красного Знамени (20.09.1943; 03.11.1944; 10.04.1945; 29.10.1948)
- орден Кутузова II степени (20.11.1944)
- орден Богдана Хмельницкого II степени (02.05.1945)
- орден Красной Звезды (14.02.1941)
- медали
- Нагрудный знак «Заслуженный работник НКВД».(28.05.1941).